# Acmaeodera bipunctata
Acmaeodera bipunctata ist ein Käfer aus der Familie der  Prachtkäfer und der Unterfamilie Polycestinae. Die Gattung Acmaeodera ist in Europa mit 25 Arten vertreten, die in drei Untergattungen eingeteilt werden. Acmaeodera bipunctata wird zur Untergattung Palaeotethya gerechnet, die in Europa mit vier Arten vertreten ist. Die Art Acmaeodera bipunctata kommt in Europa in sechs Unterarten vor.

## Bemerkungen zum Namen
Der Käfer wurde erstmals 1790 von Olivier unter dem Namen Buprestis bipunctata beschrieben. Die lateinische und französische Beschreibung erfolgte in diesem Jahr unter dem gleichen Wortlaut sowohl im 2. Band der Entomologie ou Histoire Naturelle des Insectes als auch im 5. Band der Encyclopedie methodique – Histoire Naturelle des Insectes Dabei ist in der Entomologie die Encyclopedie als Quelle angegeben, in der Encyclopedie wird aber auf die zu der Entomologie gehörigen Abbildungen des Käfers hingewiesen. In keiner der beiden Beschreibungen von Olivier ist der Käfername durch einen Zusatz als neue Art gekennzeichnet.
Die lateinische Kurzbeschreibung des Käfers beginnt mit den Worten elytris serratis striatis nigris puncto flavo (lat. mit gezackten gestreiften schwarzen Flügeldecken mit einem gelben Punkt). Dies erklärt den Artnamen bipunctata (lat. „mit zwei Punkten“, einer auf jeder Flügeldecke). Die zur Beschreibung gehörige Tafel bildet in der Tat zwei Exemplare mit zwei Punkten ab. Gewöhnlich hat der Käfer jedoch sechs oder mehr Punkte. Diesem Sachverhalt wird das Synonym Acmaeodera sexpustulata (lat. „mit sechs Flecken“) eher gerecht. Spinola bemerkt in seiner Beschreibung des Käfers dazu, dass der Name bipunctata auf die Mehrzahl der Individuen nicht zutreffe, sondern nur auf eine Variante, und dass er den Käfer deswegen nach dem Entomologen, von dem er den Käfer erhalten habe, benannt habe (fr. le nom de bipunctata ne convenant pas à la plupart des individus de cette espèce j'ai cru pouvoir lui assigner un autre nom, qui ne disconviendra à aucune variété et je l'ai didié au naturaliste qui me l'a donnée). Er nennt den Käfer Acmaeodera Vaillant. Beide Beschreibungen beziehen sich auf die Nominatform Acmaeodera bipunctata bipunctata. Die heute als Unterart geführte Acmaeodera bipunctata senex wurde 1891 als neue Art Buprestis senex beschrieben. Lat. „senex“  bedeutet „alt“ und wird für stark behaarte Insekten als Namen gebraucht.
Der Gattungsname Acmaeodera geht auf Eschscholtz 1829 zurück. Er ist von altgr. ακμαίος „akmāīos“ für „kräftig“ und δέρη „dére“ für „Hals“ abgeleitet. Eschscholtz grenzt die Gattung durch das hinten gerade abgeschnittene Halsschild von ähnlichen Gattungen ab.
Der Name der Untergattung Palaeotethya wurde erst 1979 von Volkovitsh eingeführt. Volkovitsh erklärt den Namen nicht.
Neben den bereits angeführten Synonymen vaillant, senex und sexpustulata gibt es zahlreiche weitere Synonyme für die einzelnen Unterarten, was die Variationsbreite des Käfers unterstreicht.
|                        |
| Verschiedene Ansichten |

## Merkmale des Käfers
Der Käfer wird 4,7 bis 6,7  Millimeter lang. Er gehört innerhalb der Gattung zu den eher zylindrisch gebauten Arten. In der Seitenansicht erscheint er ziemlich gleichmäßig leicht gewölbt, von vorn wirkt er wegen der prägnanten Schultern auffallend rechteckig. Der Käfer ist dunkel bronzefarben, die Flügeldecken sind etwa gleichfarbig mit weißen oder gelben Flecken. Die Behaarung besteht aus abstehenden weißen und braunen Haaren, die auf Kopf und Halsschild etwas nach vorn, auf den Flügeldecken nach hinten gerichtet und kürzer sind.
Der Kopf ist senkrecht zur Körperachse gesenkt. Er ist bis zu den großen, seitlich stehenden Augen in den Halsschild zurückgezogen. Die elfgliedrigen Fühler sind ab dem vierten Glied gesägt und zwischen den Augen eingelenkt. Kopf und Halsschild sind dicht und relativ grob punktiert.
Der Halsschild ist etwa doppelt so breit wie lang. Seine Basis ist  etwas schmäler als die Basis der Flügeldecken, die Seiten  verschmälern sich nach vorn erst relativ spät und wenig. Ein flacher Längseindruck ist hinten ziemlich breit, nach vorn wird er zunehmend undeutlicher und erlischt. Der Halsschild hat keine seitlichen Ausstülpungen. Die Hinterwinkel sind spitz, etwas nach unten gebogen und von oben sichtbar. Die Vorderwinkel liegen tiefer, sind stumpf, wenig deutlich ausgebildet und von oben nicht sichtbar. Ein Seitenrand ist nur nahe der Basis ausgebildet. Die Basis des Halsschildes ist, typisch für die Gattungen Acmaeodera und Acmaeoderella, kurz längs geriffelt.
Ein Schildchen fehlt.
Die Flügeldecken sind in den ersten beiden Dritteln annähernd parallel, das Ende abgerundet.  An der Basis ist ein fein geriffelter Wulst ausgebildet, im Bereich der Schultern eine matte und fein punktierte Erhöhung, der Callus humeralis.  Längliche  Punkte bilden gleichmäßige, vertiefte Längsreihen. Die Intervalle dazwischen sind etwa gleich breit. Sie sind  fein und unregelmäßig punktiert, die Punktierung ist ziemlich dicht und manchmal zusammenfließend, dann erscheint der Bereich rau. Die Flügeldeckennaht ist unauffällig.
Der Seitenrand der Flügeldecken schwingt im vorderen Bereich etwas nach oben, er ist aber nicht ausgerandet. Im hinteren Bereich ist der Rand fein gezähnelt.
Die Flügeldecken sind  dunkelbraun mit weißen oder gelben Flecken, die in Anzahl, Form und Anordnung stark variieren. Sie sind mehr oder weniger rund, können aber auch zerteilt sein oder miteinander verschmelzen. Dadurch gibt es Überschneidungen mit der Zeichnung verwandter Käfer, insbesondere besteht Verwechslungsgefahr mit Acmaeoderella flavofasciata. Die ähnlichen Arten der Gattung Acmaeoderella besitzen jedoch eine auffallende weiße Beschuppung der Körperunterseite, die bei Acmaeodera fehlt.
Genitalmorphologisch besitzen die Arten der bipunctata-Gruppe im weiblichen Geschlecht einen röhrenförmigen  Ovipositor. Im männlichen Geschlecht  besitzt der Penis auf der dorsalen Seite einen schmalen sklerotisierten Bereich.
Die Beine sind von gleicher Farbe wie der Körper.  Alle Tarsen sind fünfgliedrig.

## Biologie
Man findet den Käfer in Griechenland im Kiefernwald der Küste und in der Phrygana. Die Larven entwickeln sich in verschiedenen Nadelbäumen (Tannen, Kiefern, Zedern, Wacholder, Thuja), aber auch im Feigenbaum. Die Käfer findet man von April bis Juli auf gelben Blüten.

## Vorkommen
Die Art wird zu den holomediterranen Arten gezählt, die fast um das ganze Mittelmeer zu finden sind. Dabei haben sich geographische Unterarten herausgebildet. Die Nominatform Acmaeodera bipunctata bipunctata findet man im Westen (Österreich, Deutschland, Portugal, Spanien, Italien und Nordwestafrika), die Unterart senex  im Osten (Albanien, Bosnien und Herzegowina, Bulgarien, Ungarn, Griechenland, Kreta, Europäische Türkei und Naher Osten). Die Unterart romanoi kommt nur auf Sizilien vor, die Unterart guillebeaui nur auf Zypern, die Unterart obenbergeriana nur auf Korsika und die Unterart plagiana nur auf den Kanaren.